# Prescinsêua
La prescinsêua (pron. ligure [preʃiŋˈsøa̯], in italiano chiamata anche quagliata, o cagliata, genovese o ligure) è un prodotto tipico caseario della Liguria.
La prescinsêua ha una consistenza a metà tra lo yogurt e la ricotta, ha un sapore acidulo e viene utilizzata per la preparazione dei pansoti, della torta pasqualina e di quasi tutte le torte salate tipiche liguri e dei barbagiuai (ravioli di zucca fritti).

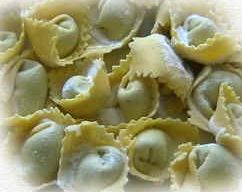
I pansoti tipici alla salsa di noci

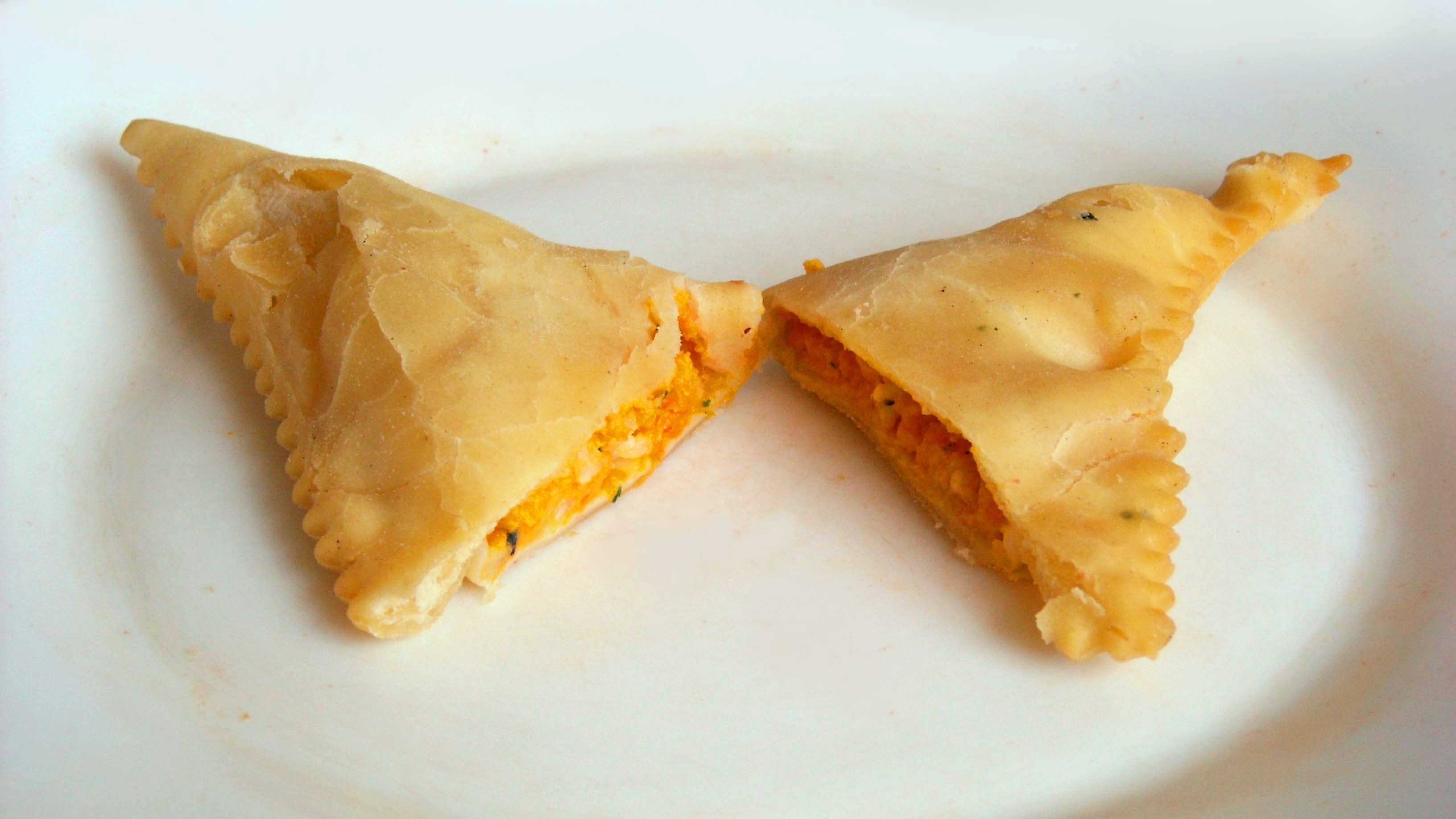
I barbagiuai, preparati con la prescinsêua

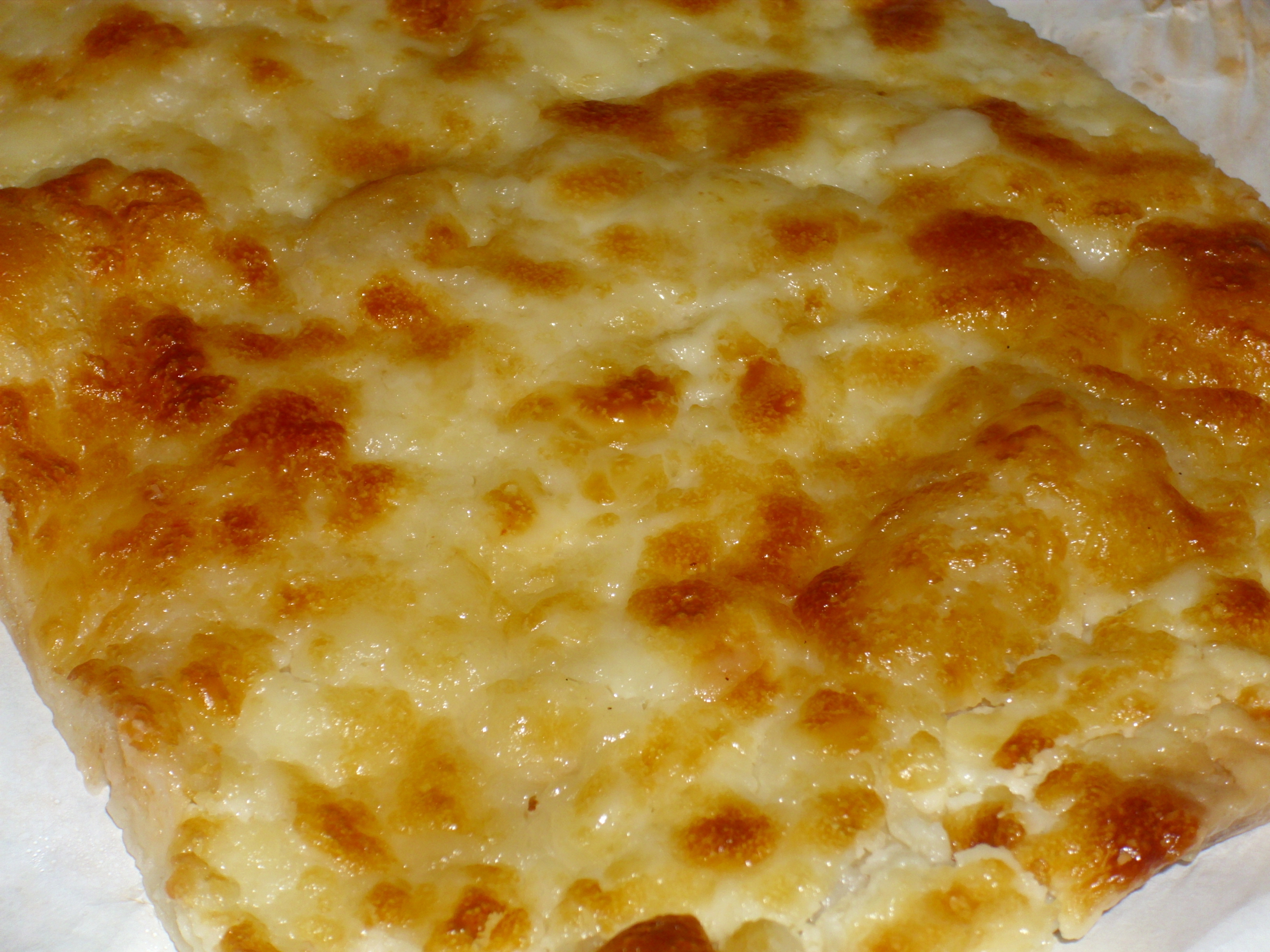
La focaccia con il formaggio di Recco da antica ricetta con la prescinsêua

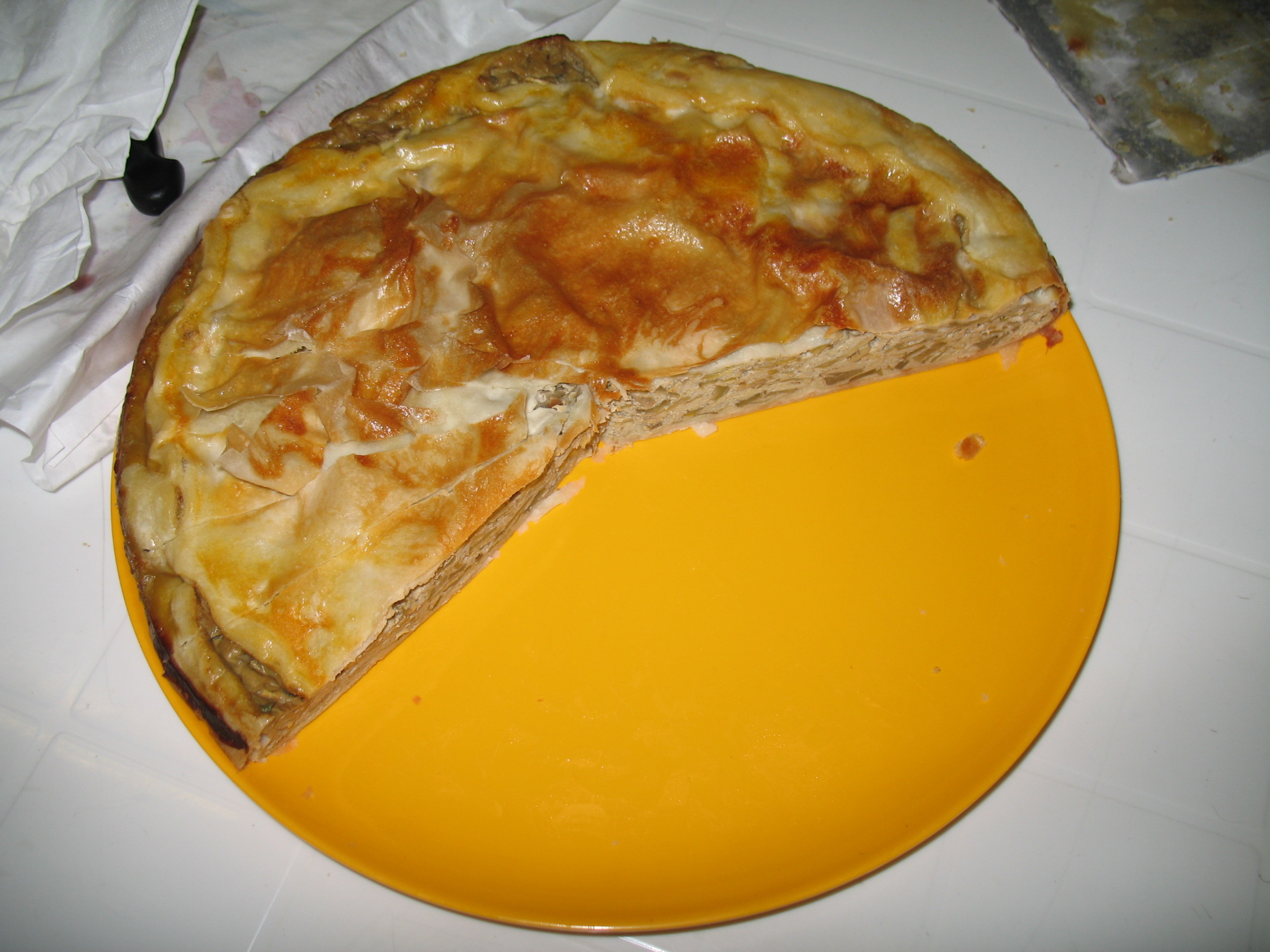
La torta pasqualina

## Etimologia
Prescinsêua prende nome dal caglio o presame (presù in genovese), estratto dall'abomaso dei vitelli da latte.

## Storia
Si ha notizia per la prima volta nel 1383, dal 1413 una legge della Repubblica di Genova indicò la prescinsêua come unico omaggio che i genovesi potevano fare al Doge.
Si pensa sia un prodotto arrivato a Genova dall'Oriente.
Un tempo veniva principalmente utilizzata per realizzare la celebre focaccia di Recco, ma data la scarsa produzione casearia, la prescinsêua nella focaccia di Recco è ormai generalmente sostituita con lo stracchino.

## Preparazione
Si ottiene lasciando riposare in una pentola per 48 ore 2 litri di latte fresco. Trascorso il tempo previsto si prende un 1/4 del latte versato (mezzo litro) nella pentola e portato fino a 40-50 °C, aggiungendo 5 grammi di caglio e amalgamandolo con il latte. Poi si lascia riposare il tutto per 4 ore.

## Influenza culturale
I Buio Pesto, gruppo dialettale genovese ha composto la canzone Prescinsêua in onore di questo prodotto tipico genovese nel 2009, poi inserita nell'album Pesto del 2010.